# Zabród
Zabród (potocznie: Zabrodzie, Bukowina; do 1945 niem. Schönwerder) – osada w województwie zachodniopomorskim, w powiecie goleniowskim, w gminie Goleniów, w sołectwie Bolechowo.

## Przyroda i geografia
Osada jest położona ok. 3,5 km na południe od Goleniowa, przy drodze prowadzącej do Bolechowa. Są to tereny Równiny Goleniowskiej, porośnięte lasami Puszczy Goleniowskiej. Nieopodal przepływa rzeka Ina oraz uchodzące do niej Biała Struga i Bielawka. W bezpośrednim sąsiedztwie miejscowości znajduje się leśniczówka Krzewno.

### Królewskie Źródło
Na północ od Zabrodu (53°31′37″N 14°50′41″E/53,526944 14,844722) położone jest źródełko zwane Królewskim Źródłem. Tworzy ono niewielki jar i po kilku metrach spływa do Iny. Jego nazwa pochodzi od nazwiska goleniowskiego aptekarza Alberta Königa (dosł. „król”), który odkrył je w 1915 roku i obmurował kamieniami. Na jednym z nich umieścił swoje nazwisko. Teren został uporządkowany w 2016 roku. 

### Ochrona przyrody
Przyległe obszary objęto ochroną w ramach użytku ekologicznego „Dolina Rzeki Iny”. Ponadto w otaczających Zabród lasach znajduje się kilka pomników przyrody:
- buki pospolite[8][9];
- daglezje zielone[10][11][12][13];

- dęby szypułkowe[14][15].

### Szlaki turystyczne
- Niebieski szlak rowerowy o długości 29 km (Goleniów – Zabród – Bolechowo – Bącznik – Lipa „Anna” w Pucku – Kliniska Wielkie – Rurzyca – Goleniowski Park Przemysłowy – Goleniów)[6][16];
- Ścieżka edukacyjna „Uroki Doliny Iny” o długości 3,8 km (trasa leśna z 17 tablicami edukacyjnymi prezentująca nadrzeczne łąki oraz starorzecze Iny)[17].

## Historia

### Prehistoria
Na terenie osady znaleziono toporek kamienny datowany na epokę neolitu.

### Okres niemiecki
Już w XVII wieku istniał w tym miejscu folwark, będący własnością miasta Goleniów. Nosił pierwotnie nazwę Holländerei, co może wskazywać, że osadę założyli koloniści. W XIX wieku folwark wzięła w użytkowanie wieczyste rodzina Voigtów. 2 maja 1909 roku liczące 800 morgów dobra nabył Richard Paape z Maskow za kwotę 155 000 marek. Choć miejscowość pozostawała jego własnością jedynie przez kilka lat, to właśnie w tym okresie dokonano zmiany nazwy na Schönwerder.
Między rokiem 1911 i 1912 folwark przeszedł w ręce radcy Ludwiga Meyera – emerytowanego wojskowego w stopniu porucznika (Oberleutnant) i urzędnika kolonialnego, który powrócił do ojczyzny z Niemieckiej Afryki Wschodniej.
W 1921 roku łączna powierzchnia dóbr Schönwerder wynosiła 208 ha. Na tę liczbę składało się 123 ha pól uprawnych i ogrodów, 37 ha łąk, 5 ha pastwisk, 37 ha lasów, 3 ha nieużytków oraz 3 ha wód powierzchniowych. Inwentarz żywy liczył 14 koni, 75 sztuk bydła (w tym 40 krów) i 60 świń. Podatek gruntowy wynosił 1600 marek. W 1939 roku dobra wyceniano na 83 100 marek Rzeszy. Ich powierzchnia wynosiła 150 ha, z tego 79,5 ha pól i ogrodów, 20 ha łąk, 9 ha pastwisk, 36 ha lasów, 1,5 ha nieużytków oraz 4 ha wód powierzchniowych. Utrzymywano już jedynie 3 konie, 48 bydła w tym 32 krowy oraz 8 świń. Właścicielem pozostawał Ludwig Meyer.
Ostatnim właścicielem majątku przed 1945 rokiem był syn Ludwiga, Hans Meyer.

### Okres polski
Po 1945 roku Zabród uznano za część Goleniowa. Osadę wraz z przyległymi lasami ponownie wyłączono z granic miasta z początkiem 1969 roku i włączono w skład gromady Goleniów. W latach 1975–1998 miejscowość administracyjnie należała do województwa szczecińskiego.
W Zabrodziu funkcjonowała tuczarnia należąca do Wojewódzkiego Przedsiębiorstwa Przemysłu Mięsnego w Szczecinie.

## Współczesność

### Dwór
We wsi znajduje się dwór o powierzchni 400 m² zbudowany w stylu neoklasycystycznym na przełomie XIX i XX wieku. Jest to budynek parterowy z użytkowym poddaszem, z dwukondygnacyjnym ryzalitem w osi głównej fasady, założony na rzucie prostokąta, kryty dachem dwuspadowym. W latach 70. XX wieku i w 1982 roku budynek został przebudowany. Obecnie spełnia funkcje mieszkalne. W sąsiedztwie znajdują się zabudowania folwarczne i pojedyncze resztki parku dworskiego.

### Mieszkania socjalne
Na przełomie lat 2007 i 2008 gmina wybudowała w Zabrodzie mieszkania socjalne w formie kontenerów. Inwestycja była warta niespełna 800 tys. zł. Następnie eksmitowano do nich mieszkańców Goleniowa (13 rodzin), którzy nie płacili czynszu za mieszkania komunalne i otrzymali sądowe nakazy eksmisji.
Warunki panujące w kontenerach wywołały kontrowersje w lokalnych mediach – na osobę przypadało jedynie 5 m², mieszkania nie miały odpowiedniej izolacji cieplnej, a ogrzewanie elektryczne okazało się drogie i nieefektywne. Zdarzało się również, że zamarzała kanalizacja. Kłopotem była także sama lokalizacja osiedla – mieszkańcy niemający samochodu po wszystkie sprawunki musieli chodzić po kilka kilometrów piechotą. Część dotychczasowych mieszkańców Zabrodu w obawie o wzrost przestępczości skierowała do gminy petycję przeciwko sprowadzaniu nowych rodzin.
Burmistrz Andrzej Wojciechowski w wywiadach z mediami otwarcie przyznawał, że standard mieszkań celowo jest niski. Stwierdzał, że mieszkańcy będą do nich przesiedlani „nie w nagrodę, a za karę”, dlatego warunki powinny być dotkliwe. Perspektywa eksmisji do Zabrodu miała w jego opinii działać jako straszak i skłonić mieszkańców zalegających z opłatami do szybkiego ich uregulowania. Choć budowa osiedla rzeczywiście zmotywowała wielu dłużników do spłaty zaległości, gmina zrezygnowała z budowy kolejnych planowanych kontenerów.